# Università Gustave Eiffel
L'Università Gustave Eiffel (in francese, Gustave Eiffel, UGE) è una università fondata nel 2020. Larga parte delle facoltà sono a Champs-sur-Marne.
Nata dalla fusione dell'Università di Marne la Vallée e Ifsttar, l'istituto di ricerca europeo su città e territori, trasporti e ingegneria civile, l'università Gustave-Eiffel comprende anche sei scuole.
La creazione dell'Università Gustave-Eiffel rappresenta una delle principali pietre miliari del progetto di eccellenza FUTURE (French UniversiTy on Urban Research and Education).